# Parachanna africana
Parachanna africana és una espècie de peix de la família dels cànnids i de l'ordre dels perciformes.

## Descripció
- Fa 32 cm de llargària màxima, la seua coloració varia considerablement d'acord amb el seu estat d'ànim (la meitat superior del cos pot anar des del marró clar fins al gris argila amb tonalitats grogues) i presenta un reguitzell de punts marró-negres als flancs, una banda ampla i negrosa des dels ulls fins a l'opercle i una altra des dels ulls fins a l'angle posterior de la mandíbula.
- Cap lleugerament deprimit a la zona anterior, recobert d'escates grans (incloent-hi la zona gular) i amb la mandíbula inferior lleument més llarga que la superior i amb 3-4 dents canines grans.
- Aletes de color gris verdós i tacades amb tons de blau i verd. Els joves són més grocs i tenen una banda lateral ampla, la qual s'estén fins a la línia lateral.
- Aleta dorsal amb 45-48 radis i anal amb 32-35.
- Línia lateral amb 73-83 escates.[3][4][5][6][7]

## Reproducció
En estat salvatge, és probable que sigui un constructor de nius i protegeixi les seues cries com fan altres cànnids En captivitat, la seua reproducció és esporàdicament reeixida en aquells aquaris que continguin, si més no, 150 litres d'aigua i tinguin una densa cobertura vegetal flotant. Durant el festeig, ambdós sexes esdevenen gairebé completament negres, una mena d'anell daurat els apareix als costats dels cap i els opercles, les aletes es tornen negres i els llavis esdevenen blaus. L'aparellament té lloc a prop de la superfície i acaba amb la femella fent-hi la posta panxa enlaire. Els ous són més lleugers que l'aigua (suren a la superfície) però són fotosensibles, per la qual cosa és important que la cobertura vegetal flotant pugui oferir-los una protecció adequada. El mascle custodia els ous i les larves.

## Alimentació
Menja granotes, cucs i peixos.

## Hàbitat i distribució geogràfica
És un peix d'aigua dolça, bentopelàgic i de clima tropical (25 °C-28 °C), el qual viu a Àfrica: des del sud de Benín (el curs inferior del riu Ouémé) fins a Ghana, Togo (el riu Hezou), Nigèria (el curs inferior del riu Cross)

## Estat de conservació
La seua principal amenaça mediambiental és l'extracció de petroli al delta del riu Níger.

## Observacions
És inofensiu per als humans i pot tolerar un baix contingut d'oxigen a l'aigua perquè pot respirar aire des de molt jove (fins al punt que pot morir per manca d'oxigen si no pot accedir a la superfície).